# Chordodes furnessi
Chordodes furnessi är en tagelmaskart som beskrevs av Montgomery 1898. Chordodes furnessi ingår i släktet Chordodes och familjen Chordodidae. Inga underarter finns listade i Catalogue of Life.